# Docimasia
Docimasia è una parola che deriva dal greco antico e significa "esame", "prova". Assume diversi significati a seconda del contesto in cui è impiegata.

## Storia antica
Nell'antica Grecia il cittadino che avesse voluto esercitare alcuni diritti, ricoprire cariche pubbliche o entrare a far parte di particolari gruppi, veniva sottoposto alla docimasia, cioè a un controllo preventivo e pubblico.
I giovani per entrare a far parte degli efebi erano sottoposti alla docimasia, così dicasi per coloro che erano creati cittadini grazie a un decreto; ma forse la più importante era quella che si effettuava per investire un cittadino di una carica pubblica.
Quando, dopo un sorteggio, un qualsiasi cittadino veniva proposto per ricoprire una carica pubblica, si riuniva la bulé cioè il consiglio dei maggiorenti dello stato.
La bulé esaminava e controllava le origini della famiglia del neoeletto, la sua partecipazione alle cerimonie religiose, e se aveva oppure no adempiuto agli obblighi militari e fiscali.
Se il candidato superava tutti gli esami, veniva ufficialmente insediato nel suo ufficio.

## Medicina
In medicina il termine docimasia è usato per intendere il complesso di esami volti a stabilire se un feto sia nato vivo o morto. Uno degli esami che vengono eseguiti all'autopsia è detto docimasia idrostatica, ideata da Galeno, e consiste nel porre i polmoni e il cuore del feto in acqua: se i polmoni galleggiano e il cuore affonda, significa che i polmoni contengono aria e quindi il bambino è nato vivo e ha respirato. Nel caso galleggiasse anche il cuore, ciò indicherebbe la produzione di gas da putrefazione e pertanto la prova non sarebbe attendibile, non garantendo che il galleggiamento dei polmoni è dovuto ad aria inspirata. Pertanto l'esame autoptico deve essere completato da altre verifiche.

## Chimica
In chimica indica invece l'insieme dei saggi di controllo di materiali combustibili o metallici.